# Charles Antrobus
Sir Charles James Antrobus, GCMG, OBE (* 14. Mai 1933 in Old Montrose, St. Vincent, St. Vincent und die Grenadinen; † 3. Juni 2002 in Toronto, Ontario, Kanada) war zwischen 1996 und 2002 Generalgouverneur von St. Vincent und den Grenadinen.

## Leben
Antrobus war in der Privatwirtschaft tätig und wurde zum 1. Januar 1973 für seine Verdienste für die Gemeinschaft auf St. Vincent als Officer des Order of the British Empire (OBE) ausgezeichnet.
Am 1. Januar 1996 übernahm Antrobus von David Emmanuel Jack den Posten als Generalgouverneur von St. Vincent und den Grenadinen. Am 16. Oktober 1996 wurde er als Knight Grand Cross des Order of St. Michael and St. George (GCMG) geadelt, weshalb er fortan den Namenszusatz „Sir“ führte. Aufgrund einer Leukämie-Erkrankung befand er sich in Behandlung in Toronto, wo er am 3. Juni 2002 verstarb. Im Anschluss wurde er nach Kingstown, der Hauptstadt von St. Vincent und den Grenadinen überführt, wo er in der anglikanischen St. George’s Cathedral beigesetzt wurde. Nach seinem Tode übernahm zunächst Monica Dacon das Amt der Generalgouverneurin kommissarisch, ehe Frederick Ballantyne am 2. September 2002 offiziell die Nachfrage antrat.